# Sawiet
Sawiet is een bestuurslaag in het regentschap Pidie van de provincie Atjeh, Indonesië. Sawiet telt 243 inwoners (volkstelling 2010).